# 近石真介
近石 真介（ちかいし しんすけ、1931年〈昭和6年〉1月20日 - 2022年〈令和4年〉10月5日）は、日本の俳優、声優、ラジオパーソナリティ、ナレーター。ムーブマンに所属していた。
長男は俳優・声優の土方優人。

## 来歴
東京府豊多摩郡（現：東京都杉並区西荻窪）出身。日本大学第二高等学校卒業、早稲田大学第一文学部露文科を2年で除籍。
大学中退後、ロシア語のタイプライターを打てたことや高校時代の恩師の計らいで、三井海上火災に就職。職場の演劇部に当時気になっていた別の部署の女性社員が所属しており、「入れば知り合いになれる」と考え、入部する。その後、その女性社員の相手役をした結果、芝居に夢中になり、その芝居が東京都内の職場演劇コンクール出場で優秀賞を獲得。同コンクールの審査員には後に恩師になる八田元夫がおり、その勧めで八田元夫演出研究所の夜間教室に通い始める、研究所が劇団になった時点で脱サラ。1953年の『歴程』で初舞台を踏んだ。
声優業は、結婚や妻の妊娠で「何とかしなきゃいけない」と考え、安かろうと1本でギャラが入るテレビの仕事だったため、飛びついたことがきっかけ。
洋画ではジェームズ・キャグニー、ジェリー・ルイス、ジャッキー・クーパーなどの吹き替えを担当。アニメでは『サザエさん』の初代フグ田マスオを約8年8か月演じていた。『はじめてのおつかい』ではナレーションを長らく担当していた。
ラジオパーソナリティとしては、1971年10月4日開始の『こんちワ近石真介です』で人気を博し、ギャラクシー賞を受賞。2020年、高齢を理由に『こんちワ近石真介です』時代から49年続いた『はがきでこんにちは』が同年9月25日放送回で終了するまで活動し、結果的にこれが最後の仕事となった。
演出劇場を経て、1957年、劇団3の会の創立に参加。1958年、劇団演技座入団。1961年、劇団青演の創立に参加。1962年12月から2002年まで劇団東演（旧 - 東京演劇ゼミナール）に在籍。
マネジメントは東京俳優生活協同組合→ぱらーた企画→ムーブマン。
2022年10月5日午前8時、老衰により東京都内の自宅で死去。91歳没。

## 人物
テレビ草創期から活躍。俳優としては舞台を中心に活動し、テレビドラマにも出演。
声種はバリトン。
趣味・特技は落語、釣り、乗馬、味噌作り。特に落語に関しては、「ギョロ目亭しん助」の名で高座に上がる腕前であった。

## エピソード

### 吹き替え
ジェリー・ルイスについては「本当に好きだったなあ」と述べている。芝居のリズムが早いため、予め大体の台詞を覚えてから収録に臨んでいたといい、収録後は疲れる一方で「ジェリー・ルイスのあのリズムを俺は盗めたぞ」という何ともいい快感があったという。
ジェームズ・キャグニーに関しては、自分の世界を常に強烈に打ち出すところが魅力的だと語っていた。
『モンティ・パイソン』では開始当初にジョン・クリーズの吹き替えを担当していたが、すぐに納谷悟朗に交替。近石は、のちに納谷が演じることになる『ルパン三世』の銭形警部をパイロット版で演じたこともある。

### フグ田マスオ
『サザエさん』では、フグ田マスオ役を近石が当時38歳の1969年10月5日の初回から近石が47歳当時の1978年6月4日放送分まで演じていた。
近石はマスオについて「とても好きだった」と語り、演じ始めたころは、実生活でも父親で息子もタラちゃんと同じくらいの年齢だったため、本人によれば「役やってんだか何だか分からない、もうそのまんま」で演じたという。降板も「（本当は）やりたかった」としつつ、収録の「生きた会話にするため全員が集まって行い、抜き録りはしない」という方針から舞台公演やラジオとの両立が困難となったことによる、悩んでの降板であった。
初代波平役の永井一郎とは同い年で、生年月日が近く20代のころからの付き合いであったため、「戦友みたいなもんです」と語るなど、親交があった。そのため、降板時には「なんで辞めるんだ?」と怒られたという。また、近石からマスオ役を引き継いだ増岡弘とも親交があり、増岡が主催する手づくり味噌の会「みそひともんちゃく」にも参加していた。また近石と増岡がツーショットで撮られた写真が残されている。
また、『サザエさん』自体については「どんなに世の中が変わっても、日本の家族はこういう事柄をこんな会話をしながらこんなふうに処理する。五十年前のサザエさん一家も、今の家族も基本的には同じだと思う」と述べ、「原作に忠実にその精神を受け継いで、今のままずっと続いてほしい。日本の家族の姿を伝えてほしいですね」と語っている。

### はじめてのおつかい
『はじめてのおつかい』のナレーションは、前身番組である情報番組『追跡』の1コーナー（1988年4月から1994年3月まで放送）時代から一貫して担当。2021年から花江夏樹や林家たい平に交代したが、以降も亡くなるまで冒頭のタイトルコールは続投していたほか、番組内の企画（「あれから○○年…」シリーズ）で過去の出演回が取り上げられた際は近石のナレーションが引き続き使用されているため、没後の2024年時点でも全放送回に出演している。
近石はオファーを受けた当初、「ナレーターはあまりしたことがないし活動の幅が広がる」と意気込んだが、初収録の際にプロデューサーから「あなたはナレーターとして起用したのではない」と言われたため大いに困惑したという。これには「子供はもちろん、その親、カメラマンなどスタッフら、時には視聴者側の心情に寄り添い台本は書かれている。つまり、ナレーターではなく一人何役も演じるように各登場人物・スタッフの一員として話してほしい」という真意があり、この思いを受けた近石はその姿勢で収録に臨んでいた。
2013年12月8日には、3日をかけて収録を行うなど苦労も明かしつつ「好きな番組だ」と述べていた。
近石は番組の良さについて「子供の活き活きとした顔が見られるところ。子供にバレないようにスタッフがどれだけ神経をつかっているか。子供の顔のアップにしても、いろんな表情があってね。それを捉えるスタッフは大変ですよ」と語っており、「涙腺がどんどん緩くなってる。のめり込んじゃう。20何年やってるけど、常に古くて新しいという感覚があります」と、思わず涙ぐみながら台本を読むこともあったという。

## 受賞歴
- 1965年芸術祭奨励賞『風浪』（山田唯雄役[29]）[12]
- 1984年京都十三夜会賞『歌え、悲しみの深き淵より』[29]
- 1986年広島市民劇場賞『歌え、悲しみの深き淵より』[29]
- 2013年第7回声優アワード「功労賞」[30]

## 出演
太字はメインキャラクター。

### 吹き替え

#### 担当俳優
カーク・ダグラス
- 情熱の狂想曲（1969年、リック・マーティン）※NHK版
- 地獄の英雄（1975年、チャック・テイタム） ※TBS版

ジャッキー・クーパー
- 軍医さんは本日多忙（1962年、チャールズ・ヘネシー） ※MBS版
- スーパーマン（1983年、ペリー・ホワイト）※テレビ朝日版
- スーパーマンII/冒険編（1984年、ペリー・ホワイト）※テレビ朝日版

ジェリー・ルイス
- 底抜けシリーズ
  - 底抜け艦隊（1971年、メルビン・ジョーンズ） ※フジテレビ版
  - 底抜け00の男（1971年、ジェローム・リトルフィールド）※フジテレビ版
  - 底抜け大学教授（1971年、ジュリアス・ケルプ教授） ※フジテレビ版
  - 底抜けもててもてて（1972年、ハーバート・H・ヒーバート） ※フジテレビ版
  - お若いデス （1972年、ウィルバー・フーリック）※フジテレビ版
  - 底抜けいいカモ  （1974年、スタンレー・ベルト）※東京12ch版
  - 底抜けふんだりけったり（1974年、ヴァージル・ヨクム） ※フジテレビ版
  - 底抜けニューヨークの休日（不明、ホーマー・フラッグ）
  - 底抜けやぶれかぶれ（不明、ハーベイ・ミラー・JR）

- 紐育ウロチョロ族（1971年、シドニー・L・ピティアス）※フジテレビ版
- ボーイング・ボーイング（不明、ロバート・リード）

ジェームズ・キャグニー
- 彼奴は顔役だ!（1968年、エディ・バートレット）※NET版
- 栄光何するものぞ（1968年、キャプテン・フラッグ）※NET版
- 白熱（1968年、コーディ・ジャレット）※NET版
- 汚れた顔の天使（1968年、ロッキー・サリバン）※NET版
- 悪人への貢物（1970年、ジェレミー・ロドック）※東京12ch版
- 情欲の悪魔（1970年、マーティン・スナイダー）※TBS版
- 地獄で握手しろ（1971年、マット・ノーラン）※NET版
- ミスタア・ロバーツ（1971年、キャプテン） ※NHK版
- 空軍の暴れん坊 （1974年、ブライアン・マクレーン）※NET版
- ミスタア・ロバーツ（1974年、キャプテン）※NET版
- 民衆の敵（1975年、トム・パワーズ）※TBS版
- いちごブロンド（不明、ビフ・グライムス）
- 栄光の都（不明、ダニー・ケニー）
- オクラホマ・キッド（不明、ジム・キンケイド）
- 追われる男（不明、マット・ドー）
- Gメン（不明、ジェームズ・デイヴィス）
- タクシー（不明、マット・ノーラン）

ロディ・マクドウォール
- 猿の惑星シリーズ
  - 猿の惑星（1975年、コーネリアス）※フジテレビ版
  - 猿の惑星・征服（1976年、シーザー）※フジテレビ版
  - 最後の猿の惑星（1976年、シーザー）※フジテレビ版

#### 映画
時期不明
- アメリカ交響楽（本人〈オスカー・レヴァント〉）

1961年
- アマゾンの美女（アンソニー・リッジウェイ〈ブライアン・エイハーン〉） ※TBS版

1964年
- ザイラーの初恋物語（ウィリー〈ゲオルグ・トマラ〉） ※フジテレビ版

1966年
- 仔鹿物語（レム・フォレスター〈フォレスト・タッカー〉）※NET版

1967年
- 想い出（クロード・ラコー〈セルジュ・レジアニ〉）※NET版
- キー・ラーゴ（エドワード・バース〈ハリー・ルイス〉）※NET版

1968年
- 金星ロケット発進す（パイロット/ロバート/ライムンド・ブリンクマン〈ギュンター・サイモン〉） ※NHK版

1969年
- ミサイル空爆戦隊（ジョー・ガルシア大佐〈ヘンリー・シルヴァ〉）※NET版
- 親指トム（アンソニー〈ピーター・セラーズ〉）※NHK版
- ボー・ジェスト （ボルディーニ〈デヴィッド・マウロ〉）※TBS版
- 理由なき反抗 ※NET版

1970年
- ミンクの手ざわり（ロジャー〈ギグ・ヤング〉） ※TBS版
- 好敵手（ブラジ大尉〈アルベルト・ソルディ〉） ※TBS版
- 恋人よ帰れ（ピーター・ラムゼイ〈トニー・ランドール〉）※TBS版

1971年
- エルダー兄弟（ベン・ラッタ〈ジェレミー・スレート〉）※フジテレビ版
- ウィンチェスター銃'73（ウェイコ・ジョニー・ディーン〈ダン・デュリエ〉）※NET版
- 雨に唄えば（ロスコー・デクスター〈ダグラス・フォーリー〉）※NHK版
- サムライ（警部〈フランソワ・ペリエ〉）※TBS版
- 第十七捕虜収容所（ハリー・シャピロ軍曹〈ハーヴェイ・レンベック〉）※フジテレビ版

1972年
- マンハッタン無宿（リンガーマン〈ドン・ストラウド〉）※フジテレビ版
- 水着の女王（ジャック・スプラット〈レッド・スケルトン〉） ※東京12ch版
- キャット・バルー（クレイ・ブーン〈マイケル・カラン〉）※NET版

1973年
- 俺たちは天使じゃない（ジュールス〈ピーター・ユスティノフ〉） ※フジテレビ版
- 飛べ!フェニックス（ルー・モラン〈リチャード・アッテンボロー）※東京12ch版

1975年
- おかしなおかしなおかしな世界（ディン・ベル〈ミッキー・ルーニー〉）※NET版

1983年
- がんばれ!ベアーズ 特訓中（マイク・リーク〈ウィリアム・ディヴェイン〉）※テレビ朝日版

1994年
- ラジオ・デイズ（マーティン〈マイケル・タッカー〉）※NHK版

2016年
- Dearダニー 君へのうた（フランク・グラブマン〈クリストファー・プラマー〉）

#### ドラマ
時期不明
- 奥さまは魔女
- スターゲイト SG-1
  - 第82話「人類滅亡の罠 2010」（ジョー）※友情出演
  - 第98話「未来からの警告 2001」（ジョー）※友情出演

1961年
- アンタッチャブル
  - 第31話『歪んだ罠』（ジャック・ロスマン〈スティーブ・ロンドン〉）

1965年
- バークレー牧場（1965年 - 1970年、ニック・バークレー〈ピーター・ブレック〉） ※NET版

1966年
- 母さんは28年型（デイブ・クラブトリー〈シェリー・ヴァン・ダイク〉） ※フジテレビ版

1967年
- 逃亡者 ※TBS版
  - 第103話『自由の旗の下に』 (ジム・マックリン〈ノアム・ピトリク〉)

- 0011ナポレオン・ソロ ※日本テレビ版
  - 第46話『アフリカ大陸征服作戦』（マリク〈ジョセフ・シローラ〉）

- スパイ大作戦 ※フジテレビ版
  - 第23話『偽造フィルムを暴露せよ』（デイヴィッド・デイ〈トム・トゥループ〉）
  - 第24話『列車偽装作戦』（女と遊ぶ警備兵、効果係）
  - 第28話『裏の裏』 （エド〈マイケル・パタキ〉）

- 怪鳥人間バットマン（エドワード・ニグマ / ナゾラー〈フランク・ゴーシン〉）※フジテレビ版

1968年
- 電撃スパイ作戦 ※フジテレビ版
  - 第1話『超能力』(中国軍少佐〈バート・クウォーク〉)
  - 第12話『暗殺組織』(ロジャー・カーソン〈デビッド・バーク〉)
  - 第16話『テロの邪神』(ラウル・プレンゴ〈ジア・モヒディン〉)

- スパイ大作戦 ※フジテレビ版 
  - 第45話『王手！』（ステヴィヤ大尉〈カート・ローウェンズ〉）
  - 第47話『殺人者の罠』（ジョージ・コーレイ〈ジョン・セダー〉）

- 特攻ギャリソンゴリラ ※NET版
  - 第15話『ナチ司令部で勝負しろ』 (ブラッキー・クラウス〈ウィリアム・キャンベル〉)

1969年
- プリズナーNo.6 ※NHK版
  - 第1話『地図にない村』（コッブ〈ポール・エディントン〉）
  - 第15話『おとぎ話』（スニップ博士〈ケネス・グリフィス〉）

1971年
- スパイ大作戦 ※フジテレビ版 
  - 第115話『生きた研究ノート』（ハラチ〈リチャード・シェルフォ〉）
  - 第130話 『死のロープウェイ』（ジョニー・スローン〈フェリス・オーランディ〉）

- おかしな二人（1971年 - 1972年、フェリックス・アンガー〈トニー・ランドール〉） ※フジテレビ版

1975年
- 刑事コロンボ ※NHK版
  - 第27話『逆転の構図』（トーマス・ドーラン〈ヴィトー・スコッティ〉）

1976年
- 空飛ぶモンティ・パイソン（ジョン・クリーズ〈初代〉）※東京12ch版

1979年
- ルーツ2（ドキシー・ウォーカー〈チャールズ・ウェルドン〉）※テレビ朝日版

1988年
- ジェシカおばさんの事件簿 ※NHK版
  - 第2話『海に消えたパパ』（ラルフ/スティーブン・アール〈ハワード・ダフ〉）

1989年
- ジェシカおばさんの事件簿 ※NHK版
  - 第62話『ショーマンは悲しからずや』（マック・ハワード〈スティーヴ・ローレンス〉）

1990年
- 刑事ロニー・クレイブン（ペンドルトン〈チャールズ・ケイ〉） ※NHK版

1993年
- こちらブルームーン探偵社 ※NHK版 
  - 第1話 『迷探偵コンビの誕生』（アンドレア〈ジョン・メディチ〉）

1994年
- シャーロック・ホームズの冒険 ※NHK版
  - 第37話『瀕死の探偵』（ジョン・ゲッドグレーブ〈ロイ・ハッド〉）

1996年
- アボンリーへの道 ※NHK版 
  - 第84話『ブロードウェイの王様』（ルディ・ブレイン〈ユージン・レヴィ〉）

2005年
- 名探偵モンク （2005年 - 2008年、ギャレット・プライス〈ラリー・ミラー 〉）※NHK版

2006年
- デスパレートな妻たち（モーティ・フリックマン〈ボブ・ニューハート 〉） ※NHK版

#### アニメ
時期不明
- 宇宙家族ジェットソン（ジョージ・ジェットソン）
- 原始家族フリントストーン（フレッド・フリントストーン）

1968年
- ウルトラわんちゃん（1968年 - 1969年、アンダードッグ〈ウォーリー・コックス〉）

#### 人形劇
1965年
- スーパーカー　※フジテレビ版
- 第11話『ベロータ島の革命』（フンベルト・マクアヴァ大佐〈デイヴィッド・グラハム〉）※フジテレビ版

1966年
- サンダーバード  ※NHK版
  - 第31話『宇宙放送局の危機』（リック・オシェー〈レイ・バレット〉）

1968年
- キャプテン・スカーレット （ゴダード准将〈デイビッド・ヒーリー〉） 
  - 第16話『消えたロケット』（リーヴス少佐〈ゲイリー・ファイルズ〉） ※TBS版

- ジョー90 ※NET版
  - 第1話『小さな特別諜報員誕生』（国際新聞記者）
  - 第4話『地底基地を爆破せよ』（グレッグソン〈キース・アレクサンダー〉）
  - 第10話『恐怖の海底脱出』（U85艦長〈デイビッド・ヒーリー 〉）
  - 第16話『二重スパイはだれだ？』（ハリー・スローン〈ジェレミー・ウィルキンス〉）

1969年
- ジョー90 ※NET版
  - 第3話『ビッグラットの秘密を盗め』（運転手〈ジェレミー・ウィルキンス〉）

1981年
- マペット・ショー（スクーター〈リチャード・ハント〉）※テレビ朝日版

### テレビアニメ
1964年
- 狼少年ケン（1964年 - 1965年）

1965年
- 宇宙パトロールホッパ（ドンキー）
- W3（プッコ）

1966年
- おそ松くん
- リボンの騎士（パイロット版）（ガリゴリ）
- 鉄腕アトム (アニメ第1作)

1967年
- かみなり坊やピッカリ・ビー（005ェ門）
- 悟空の大冒険（お釈迦様、プランクトン一味の首領、ナレーター）
- 001/7親指トム（トム）

1968年
- サスケ（霧隠才蔵）

1969年
- 海底少年マリン（司会者、係長、隊員B）
- サザエさん（1969年 - 1978年、フグ田マスオ〈初代〉）
- 佐武と市捕物控（五郎太、玄馬）

1970年
- スーパー6（キャプテンキーザー）
- キリンものしり大学 マンガ人物史（オモシロ博士）

1971年
- 天才バカボン

1972年
- ムーミン（バク）

1978年
- スーパーマンの新冒険（ナレーター）

2003年
- こちら葛飾区亀有公園前派出所（御曲）

2004年
- MONSTER（森の老人）

### 劇場アニメ
1987年
- あいつとララバイ 水曜日のシンデレラ（杉本鉄彦）

1991年
- 老人Z（長谷川良彦）

2015年
- バケモノの子（賢者）

### OVA
1969年
- ルパン三世 パイロットフィルム（シネマスコープ版）（銭形警部）

1995年
- 新海底軍艦（西村光太郎）

### ラジオ
- おしゃべり歌謡曲（NHK 平野文と）
- いとしのオールディーズ（2010年10月8日、NHKラジオ第1放送）
- 朗読（NHKラジオ第2放送）
  - 吾輩は猫である（2012年11月）
- ミュージックプレゼント（TBSラジオ）
- こんちワ近石真介です（TBSラジオ）
- 歌謡曲だよおっかさん（TBSラジオ）
- いち・にの三太郎〜赤坂月曜宵の口（2016年7月4日、TBSラジオ[46]）
- 近石真介の「味のある話」（TBCラジオ）
- はがきでこんにちは（TBSラジオ制作、CBCラジオ、RKBラジオ他）

### ナレーション
- そこが知りたい
- いい旅・夢気分（初代ナレーター）
- 土曜スペシャル
- はじめてのおつかい（1991年 - ）※2023年以降はアーカイブ出演
- ぶらり途中下車の旅（滝口順平の代理）
- 裸の少年
- 笑顔がごちそう ウチゴハン
- NNN Newsリアルタイム※「リアル目線」内の回転寿司の旅のナレーション（旅人は木之元亮）
- News every.
- ホムカミ〜ニッポン大好き外国人 世界の村に里帰り〜
- 欽ちゃん&石ちゃんのいただきグルメ旅 古都鎌倉をぶらり旅＆ご当地鍋作り（2016年3月27日、テレビ朝日）
- 団塊スタイル

### テレビドラマ
- 青年同心隊 第4話「鬼の同心」（1964年、TBS） - 綱五郎
- ザ・ガードマン
  - 第34話「ダイヤモンド作戦」（1965年11月26日）
  - 第48話「結婚の秘密」（1966年3月4日）
  - 第124話「ざくろの沼の恐怖」（1967年8月18日）
- 母の暦（1968年） - 神山太一
- 新・平家物語（1972年） - 黒市
- TOKYO DETECTIVE 二人の事件簿（1975年） - 白井刑事
- 新・二人の事件簿 暁に駆ける!（1976年） - 白井刑事
- ポーラテレビ小説 / こおろぎ橋（1978年 - 1979年） - 沢口邦夫
- Gメン'75 第336話「エレベーター連続女性殺人事件」（1981年11月14日） - 梶竜夫
- 男たちの旅路スペシャル「戦場は遥かになりて」（1982年2月13日） - 矢川
- ザ・サスペンス
  - 「逆流・認知殺人事件」（1982年）
  - 「女囚第3監房の脱走」（1982年）
  - 「強情な女」（1984年8月25日） - 水尾武志 役
- 土曜ワイド劇場
  - 「松本清張の寒流」（1983年2月5日） - 伊牟田博助
  - 「本郷菊坂おんな殺人坂」（1987年） - 刑事
  - 「家政婦は見た!（12）」（1993年1月2日） - 川又斧八
- 春の波涛 第25回「音二郎錯乱」（1985年6月23日） - 増谷桑一
- あなたもスターになりますか（1987年） - 伊上悟郎
- 月曜・女のサスペンス「死を呼ぶ人形」（1989年1月30日） - 狩谷警部
- 三姉妹探偵団（1998年2月14日） - 米倉一郎
- 女将になります!（2003年）
- 新・天までとどけ5（2004年）

### バラエティ
- おはよう700（TBS）
- 12時開演!「買物ゲーム用意ド〜ン!」（フジテレビ） - 司会
- 明色お笑いゲーム合戦（1972年）
- ホリデー作戦プラス1（東京12チャンネル） - 司会

### 人形劇
- こどもにんぎょう劇場
  - 「かさじぞう」
  - 「あまのはごろも」（漁師）
  - 「王様の耳はロバの耳」
  - 「きつねが笑う」
  - 「さるじぞう」（良いお爺さん、意地悪なお爺さん）
  - 「かちかちやま」（狸）
  - 「泣いた赤おに」（赤鬼)
  - 「さんねんねたろう」
- 新八犬伝（犬塚信乃、里見義実）
- プリンプリン物語（キャプテン・チック）
- 笛吹童子（丹羽菊丸）
- 紅孔雀（フラワー万次郎＝事実上のナレーター）

### CM
- 藤和不動産（1972年）
- 日清食品「どん兵衛」（1976年 - 1990年）
- 日本香堂「ご進物用お線香」
- 興和「コルゲンコーワ うがいぐすり123」
- 放送倫理・番組向上機構
- 「釣りバカ日誌」番宣（テレビ東京、2016年）
- ACジャパン 中四国地域キャンペーン「防念会やろう。」（2019年）

### 舞台
- 歴程（1953年、演出研究所） - 高橋生行[47]
- 日本の夜と霧（1961年、劇団新演） - 中山[48]
- 結末の無い話（1964年、劇団東演） - イワン・アレクセーヴィッチ・シトーポル[49]
- 飯場（1964年、劇団東演） - たかちゃん[49]

### その他コンテンツ
- 「Deka Vs Deka〜デカ対デカ〜」 地獄絵図未公開6公演 ナレーション（マキシマムザホルモン）
- 東京国立博物館「対決 巨匠たちの日本美術」音声ガイド（円空）